# 5 złotych 1936 Żaglowiec
5 złotych 1936 Żaglowiec – okolicznościowa moneta pięciozłotowa, bita w srebrze, wprowadzona do obiegu 23 grudnia 1936 r. rozporządzeniem Ministra Skarbu Eugeniusza Kwiatkowskiego z dnia 10 grudnia 1936 r. (Dz.U. z 1936 r. nr 92, poz. 644), wycofana z obiegu na podstawie rozporządzenia ministrów gospodarki, finansów i spraw wewnętrznych Rzeszy wydanego 22 listopada 1939 r. w okresie Generalnego Gubernatorstwa, według którego monety bite w srebrze w okresie II Rzeczypospolitej należało obowiązkowo wymieniać na pieniądze papierowe.
W niektórych opracowaniach z początku XXI w. jako data wprowadzenia pięciozłotówki do obiegu podawany był 30 grudnia 1936 r., jednak w późniejszych tego samego autora – 23 grudnia 1936 r.
Moneta upamiętniała 15. rocznicę budowy portu w Gdyni.

## Awers
W centralnym punkcie umieszczono godło – orła w koronie, poniżej rok „1936", dookoła napis „RZECZPOSPOLITA POLSKA”.

## Rewers
Na tej stronie monety znajdują się: rysunek żaglowca na wodzie, napis „ 5 ZŁOTYCH 5”, z lewej strony inicjały projektanta AJ, a prawej strony herb Kościesza – znak mennicy w Warszawie.

## Nakład
Monetę wybito w srebrze próby 750, na krążku o średnicy 28 mm, masie 11 gramów, z rantem ząbkowanym, według projektu Józefa Aumillera, w mennicy w Warszawie, w nakładzie 1 000 000 sztuk.

## Opis
Pięciozłotówkę bito na podstawie rozporządzenia Prezydenta Rzeczypospolitej Polskiej z 27 sierpnia 1932 r. o zmianie niektórych postanowień rozporządzenia Prezydenta Rzeczypospolitej z dnia 5 listopada 1927 r., definiującego parametry monet:  2, 5, 10 złotych bitych w srebrze próby 750 i masie 2,2 grama przypadających na 1 złoty (Dz.U. z 1932 r. nr 74, poz. 668).
Godło na monecie jest zgodne ze wzorem Godła Rzeczypospolitej Polskiej wprowadzonym 13 grudnia 1927 r. (Dz.U. z 1927 r. nr 115, poz. 980).
Parametry monety są identyczne z parametrami pięciozłotówek wzór 1932 i 1934 oraz pięciozłotówki 1934 Józef Piłsudski-Orzeł Strzelecki.
Wzór rysunku awersu i rewersu jest identyczny z tymi dla dwuzłotówki 1936 Żaglowiec.
W literaturze można czasami spotkać się z opiniami, że Józef Aumiller sportretował na monecie Dar Pomorza. W rzeczywistości, ze względu na charakterystyczne ożaglowanie trzeciego masztu, jest to bark, najprawdopodobniej Lwów – polski żaglowiec szkolny.
Razem z dwuzłotówką z żaglowcem z 1936 r. były ostatnimi monetami okolicznościowym wprowadzonymi do obiegu w II Rzeczypospolitej.

## Wersje próbne
W katalogach podana jest informacja o wybiciu próbnych wersji monety:
- w srebrze, stemplem zwykłym, z napisem „PRÓBA” (110 sztuk),
- w srebrze, stemplem lustrzanym, z napisem „PRÓBA” (nieznana liczba sztuk),
- w srebrze, z większym napisem „PRÓBA” (nieznana liczba sztuk).

Istnieje również wersja próbna tej monety wybita w postaci klipy o wymiarach 35 × 35 mm, bez napisu „PRÓBA” wybita:
- w srebrze (200 sztuk),
- w brązie (200 sztuk),
- w srebrze, wybita stemplem lustrzanym (nieznana liczba sztuk).